# Халбаев, Николай Васильевич
Халбаев Николай Васильевич) (1903, село Шаранут Аларского аймака Иркутской области — 1984, Улан-Удэ) — бурятский, советский музыкант, композитор, заслуженный работник культуры БМАССР, участник официальной делегации БМАССР в Кремле 1936 года, участник Великой Отечественной войны.

## Биография
Николай Халбаев являлся первым музыкальным мастером, приступившим к большому и важному делу реконструкции и возвращению к жизни в новом, более совершенном виде бурятских народных инструментов. Заслуженный работник культуры Бурятии, внесший значительный вклад в развитие исполнительства на национальных инструментах.
Николай Васильевич Халбаев родился в 1903 г. в улусе Шаранут Аларского аймака. С детства ощутил интерес к пению и музыке, звучанию народных
инструментов — хура, сура. Часами мог слушать игру известного в крае музыканта Улана Харитонова, который и стал первым учителем музыки для Николая. На всю жизнь запомнил он
слова наставника: «Отдай хуру всю душу, свое сердце вложи в инструмент, и он зазвенит, радуя и печаля людей».
Желание научиться играть на инструменте будущий музыкант ощутил одновременно со стремлением самому его изготовить. В те времена это было почти закономерным явлением, поскольку музыкантам обычно приходилось быть и изготовителями своих инструментов. Первые навыки в искусстве создания инструмента Н.Халбаев получил также у У.Харитонова, а в дальнейшем уже никогда не оставлял этого занятия. С улыбкой вспоминал мастер изготовленный им в детстве крошечный хур из спичечного коробка. Но это не было игрушкой — на миниатюрном хуре можно было играть несложные мелодии, а его очень тихий звук был удобен (не мешал окружающим, подчас устававшим от непрерывных музыкальных занятий мальчика). Начав занятия игрой с 6-летнего возраста, мальчик проявил завидное упорство и к 10 годам уже свободно владел хуром и суром. Вскоре его талант стали замечать. А в 14 лет (1917 г.) состоялось первое публичное выступление Николая, который исполнил перед земляками на хуре народную песню «Сэгээ зугаа».
Пришло убеждение в необходимости получить профессиональное музыкальное образование, и в середине 20-х годов Н.Халбаев переезжает в Верхнеудинск. Сначала занимается в
кружке художественной самодеятельности, которым руководил известный энтузиаст народной музыки, фольклорист С. П. Балдаев. В 1929 г. Н.Халбаев начал обучаться по классу скрипки в музыкальной студии БурятМонгольского Дома искусств. Наряду с занятиями по скрипке, он продолжал занятия на бурятских
инструментах. В 1931 году А.Ильин, артист театра, организовал в Бурят-Монгольском техникуме искусств ансамбль бурятских народных инструментов, в деятельности которого участвовал Н.Халбаев. В 1934 г. Н.Халбаев был в числе первых выпускников Бурят-Монгольского музыкально театрального техникума. «Пионер национальной музыки», как нередко называли его друзья, был принят исполнителем 2-й скрипки в оркестр созданного в 1932 г. национального драматического театра. Искусство игры молодого музыканта высоко оценил Р.Глиэр, который посетил БурятМонголию в 1934 г. во время своей большой поездки по востоку СССР. Он посоветовал бурятскому музыканту готовиться к поступлению в консерваторию.
В начале 1936 г. Н.Халбаев в составе группы официальной бурятской делегации был приглашен правительством СССР в Москву . Во время этой поездки состоялся ряд концертов, а также впервые были осуществлены записи бурятских песен, народных инструментов. Вскоре на основе записей Н.Халбаева, А.Бардамова, Ч.Генинова, М.Балсаевой, М.Шамбуевой были выпущены граммофонные пластинки, появление которых в Бурят-Монголии произвело огромный. На одной пластинке Халбаев исполнял на лимбе мелодии народных песен «Ажарантас», «Набша сэсэг», «Егорен хатар», а на другой он аккомпанировал на лимбе Х.Намсараевой, исполнявшей песню «Набша сэсэг». Творческие достижения Н.Халбаева были отмечены вручением ему ордена «Знак Почета» и ценных подарков (патефона, фотоаппарата, велосипеда). Также как и остальным членам бурят-монгольской делегации музыканту была подарена грузовая машина Газ-АА (полуторка), которую Халбаев передал родному колхозу им. Молотова.
В марте 1936 г. проходил 1-й всесоюзный радиофестиваль. После выхода в эфир радиостанций Владивостока и Хабаровска из Иркутска (Улан-Удэнская радиостанция еще не была достаточно мощной) зазвучали бурятские народные мелодии, исполненные на хуре Н.Халбаевым. Летом того же года в Москве состоялись заключительные концерты этого фестиваля, на которых столичные слушатели познакомились с тембрами бурятских народных инструментов. Совершенствуясь в игре на хуре, Халбаев все больше задумывался о том, как сделать инструмент технически более подвижным, более мягким по тембру звучания, устойчивым по строю и внешне красивым. Долгие поиски, эксперименты его привели к созданию двухструнного хура новой конструкции. Тогда же он изготовил новый, деревянный сур (в отличие от суров из камыша или тростника, которые использовались ранее).
С первых дней создания оркестра Бурят-Монгольской филармонии Н.Халбаев был одним из самых активных его участников. В составе коллектива он принимал участие в Первой декаде бурят-монгольского искусства в Москве в 1940-г., исполняя партию хура бас. Еще в 30-е годы Н.Халбаев начал свои опыты композиции, сочинял патриотические песни. Среди них «СССР-эй самолет», до наших дней остающаяся одной из известных массовых песен, «Комсомол арюухан нэрэмнай», впоследствии записанная на грампластинку, лирические песни «Удэшэ», «Дуран ерээ». В традициях народного творчества Халбаев сочинял песни на собственные слова и сам был их первым исполнителем. В 1940 г. он был принят в только что организованный Союз композиторов БМАССР
В годы войны Н.Халбаев, находясь на фронте, не забывал о музыке. Он организовал полковой кружок музыкальной самодеятельности, с которым часто выступал с концертами в воинских частях. После войны он преподавал музыкальные дисциплины в Кяхтинском педагогическом и культурно-просветительном училищах, продолжал сочинять песни, записывал и обрабатывал народные мелодии, консультировал самодеятельные музыкальные коллективы. Уже в преклонном возрасте в 1976 г. был одним из организаторов фольклорного ансамбля «Магтаал» при ДК «Железнодорожник» станции Улан-Удэ.
В 1980-е годы его последовательницей в деле сохранения народной художественной культуры стала организатор ехорной секции в Улан-Удэнском городском саду Мария Данчинова.
Инструменты, сделанные руками замечательного музыканта и музыкального мастера, обладателя почетного звания «Заслуженный работник культуры Бурят-Монгольской АССР» Николая Васильевича Халбаева, продолжают звучать в республике. Некоторые из них, как образцы бурятского народного инструментария, хранятся в музеях Улан-Удэ, Москвы, Санкт-Петербурга, Новосибирска. Такие инструменты как хур сопрано, сур и сур пикколо его работы были подарены в 1957 г. Всемирному фестивалю молодежи и студентов в Москве
Дочь Светлана Николаевна заслуженная артистка Бурятской АССР, артистке театра музыки и танца «Байкал» отмечала «Мой отец, Николай Васильевич Халбаев, по призванию души и по профессии был композитором-мелодистом. Он был первым, кто поехал из Бурятии в Москву в составе делегации на съезд работников культуры. Помню, ему там подарили трактор. А он передал этот трактор деревне! Такой был добрый человек»